# Drachstedt (Adelsgeschlecht)

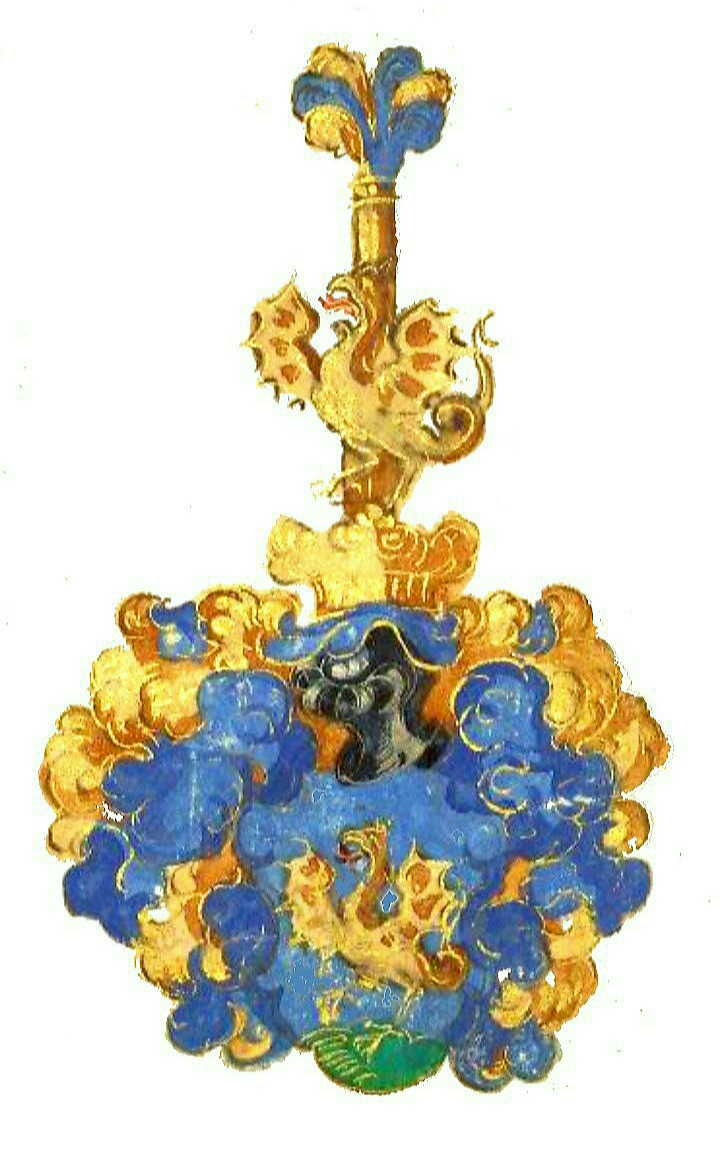
Wappen derer von Drachstedt (Stammbuch des Georg Schütz, 1608)

Drachstedt (Drackenstedt, Drakenstede, Drachstädt, Drakelstede, Drikkenstedt) waren eine der bedeutendsten halleschen Patrizierfamilien, dessen Rittergeschlecht angeblich bereits 1022 im Adelsstande gewesen ist.

## Geschichte
Die Ahnen der Drachstedt stammen aus dem Dorfe Drackenstedt an der Olbe.
Der Klosterbruder Heinrich von Drackenstedt stiftete im Jahre 1314, von seinem kleinen Präbende gesammelten Geldes ans Kloster Hillersleben. Er und seine Brüder Ludolf und Nicolaus von Drackenstedt aus Neuhaldensleben ließen 1326 eine Familien-Seelenmesse in der St. Marien-Kapelle des Klosters Hillersleben geben.
Ein Heinrich von Drackenstedt erhielt 1397 verschiedene Güter zu Remkersleben von Erzbischof Albert IV zu Magdeburg.
Thilo I. von Drackenstedt, der einzige Sohn Heinrichs, welcher von dem uralten Geschlecht übriggeblieben war, trat aus dem Tempelorden aus, verließ das Stammhaus Drackenstedt im Amt Dreileben des Erzstifts Magdeburg, siedelte nach Halle an der Saale und vermählte sich mit einer von Waltheim, deren Familie von 1417 bis 1628 eine der großen Pfännerfamilien in Halle war. Thilo wurde 1425, 1427 und 1430 Ratsherr, sowie 1432 Ratsmeister zu Halle. Sein Sohn Hans I. Drachstedt (1400–1490) war 1443 und 1449 Oberbornmeister, 1462 Ratskämmerer zu Halle, erhielt nach 1479 ein Mannlehen ebd., verkaufte 1487 seine Laien–Pfründe in der Stiftskirche zu Magdeburg und war nach Dreyhaupt mit einer von Ochse und nach C.A. Starke mit Catharina Rogetz (1415–1465) verheiratet. Thilos zweiter Sohn Degenhard Drakenstedt war 1454 und 1459 ebenfalls Ratsherr zu Halle.
Hans I. Drachstedt hatte 6 Söhne, von denen der älteste Alexander I. (Sander) Drachstedt (* um 1435/40 in Halle; † 1497 ebd.), Oberbornmeister 1462 und 1473, sowie Ratskämmerer 1469 in Halle, Verona von Dieskau (1439–1524) heiratete. Der zweite Sohn Hans II. Drachstedt († 1520) war fürstlich Anhaltischer Rat. Carl Drachstedt der dritte Sohn lebte am Hof des Friedrich III., Erzbischof von Magdeburg, und wird als Baumeister des Turmes der St. Moritzkirche genannt. Die anderen 3 Söhne Busso, Heinrich (Heyne) und Jacob Drachstedt waren Pfänner, sowie Thalschöpper (ein Schöppe oder Beisitzer in dem Thalgerichte, mit dem Thal war das Gelände mit den Siedekothen und Solebrunnen zu Halle gemeint).
Alexander I. Drachstedts ältester Sohn Philipp I. Drachstedt (* 1468 in Halle/Saale; † 1539 in Eisleben) war Doktor beider Rechte, Assessor des kaiserlichen Kammergerichts in Speyer, Rat der Grafen von Mansfeld, von 1535 bis 1539 erzbischöflicher Rat und sächsischer Berg- und Hüttenunternehmer. Im Mansfelder Bergbau gehörten ihm 1524 acht „Erbfeuer“ (Schmelzhütte) samt der zugehörigen Bergwerke; Geschäftsbeziehungen sind unter anderem zum Handelshaus von Jakob Fugger nachgewiesen. In seinem Haus starb Martin Luther am 18. Februar 1546.
Philipp I. Drachstedts ältester Sohn Alexander II. Drachstedt († 1583) war 1557 Oberbornmeister und 1583 Kämmerer zu Halle. Sein jüngster Sohn Bartholomäus I. Drachstedt, Pfänner, war ein Vertrauter Martin Luthers. Dessen Sohn Philipp II. Drachstedt († 1582) war J.U.D., Syndicus zu Breslau und danach Assessor Scab. zu Halle. Beide wurden am 1. Juni 1559 in den Reichsadelsstand erhoben. Dieser Adelsstand wurde den  Nachfahren am 3. Oktober 1663 von Kurfürst Friedrich Wilhelm von Brandenburg förmlich anerkannt.
Alexander I. Drachstedts jüngster Sohn Thilo II. Drachstedt († 1521) handelte um 1500 ausgiebig mit Kuxen (Bergwerksanteilen), verlor nach unglücklichen Spekulationen dabei jedoch mehr als 22 000 Gulden, was ihn zu einer zeitweiligen Flucht vor seinen Gläubigern veranlasste und in der städtischen Öffentlichkeit zu aufgeregter Stimmung führte.
Agnes Drachstedt (1544 in Speyer; † 21. August 1565 in Halberstadt), Tochter des Bartholomäus III. Drachstedt und Enkelin des Philipp I. Drachstedt, heiratete am 2. November 1563 in Halberstadt den Oberbornmeister Wolfgang Bausse.
Hieronymus Drachstedt (* um 1500; † 1553), Sohn des Thilo II. Drachstedt, absolvierte eine kaufmännische Ausbildung in Leipzig, wo er bis etwa 1533 als Fernhändler tätig war. Anschließend ging er zurück nach Halle, wurde 1536 Pfänner und 1543 Ratsherr, sowie 1546–1552 Kämmerer zu Halle, wobei er weiterhin mit Leinwand und anderen Waren als Mitglied der Kramerinnung handelte.
Jacob Drachstedts Enkel Bartholomäus II. Drachstedt war (1579–etwa 1583) Kanzler zu Schwarzburg-Rudolstadt und 1580 mit Anna Müller, der Tochter des Stadtrichters zu Aschersleben Balthasar Müller, verheiratet.
Heinrich (Heyne) Drachstedts Enkel Alexander III. Drachstedt (1520–1576) war 1565 Gräfenherr (Verbindungsmann des Rats von Halle beim Salzgrafen) und Rittmeister im Regiment des Prinzen Conde. Er starb bei einem Feldzug in Frankreich. Hans Caspar Drachstedt (1605–1645), der Enkel von Alexander III. Drachstedt, war königlich schwedischer Rittmeister.
Friedrich Gottlieb Drachstedt (1695–1732), ein Ururenkel des Alexander II. Drachstedt, war königlich preußischer Regierungsrat des Herzogtums Magdeburg. Sein Sohn Christian Friedrich von Drachstedt (1726–1764), welcher mit Augusta Sophia von Sydow verheiratet war, bekam von Friedrich II. von Preußen eine förmliche Adelsanerkennung.
Fast alle Familienmitglieder waren an der Salzgewinnung in Halle beteiligt. Ihr können umfangreiche Investitionen der durch die Salzgewinnung erwirtschafteten Gelder im Bereich der Erzgewinnung nachgezeichnet werden.
Die Familie ist weltweit verzweigt und existiert noch.
Ein Zweig wurde in Schweden 1723 naturalisiert und auch introduziert. Er starb gegen Ende des Jahres 1732 aus.

## Ratsherren zu Halle
Laut den Bürgerbüchern zu Halle findet man:
- Thilo von Drackenstedt war 1406 Ratsmitglied, 1425, 1427 und 1430 Ratsherr, sowie 1432 Ratsmeister
- Hans I. Drachstedt war 1443, 1447, 1449 und 1453 Ratsherr
- Alexander I. (Sander) Drachstedt war 1449, 1450 und 1454 Ratsherr
- Degenhard Drakenstedt war 1454 und 1459 Ratsherr
- Hans (der lange) Drachstedt war 1526 Ratsmeister
- Hieronymus Drachstedt († 1553) war 1543 Ratsherr
- Sebastian Drachstedt († 1594) war 1590 Ratsmeister
- Hans (Johann) Drachstedt war 1600, 1609, 1612 und 1615 Ratsmeister[14]
- Caspar Drachstedt war 1615 und 1618 Ratsherr
- Barthol Drachstedt war 1616 und 1619 Ratsherr
- Heinrich Drachstedt war 1617 und 1620 Ratsherr
- Alexander Drachstedt war 1617, 1620 und 1623 Ratsherr
- Augustus Drachstedt war 1616, 1619, 1625, 1628 und  1631 bis 1633 Ratsherr
- Carl Heinrich Drachstedt war 1638, 1639 und 1643 Ratsherr
- Vollrat Drachstedt war 1644 Ratsherr

## Wappen
Schild: Blau mit goldenem flammenspeienden gekrönten Drachen. Helm: Die Schildfigur vor einer blau–gold gespaltenen Säule, oben mit Straußenfedern in verwechselten Farben besteckt. Decken: blau und gold.
Eine andere Blasonierung ist so beschrieben: Im blauen Schilde ein rechtsgekehrter, gekrönter, feuerspeiender, goldener Drache. Auf dem Schilde steht ein gekrönter Helm, welcher den Drachen des Schildes vor einer goldenen Säule trägt, die mit sechs Straussenfedern besteckt ist, von denen drei, welche blau, sich rechts, drei aber, welche golden sind, links kehren. Die Helmdecken sind blau und golden.

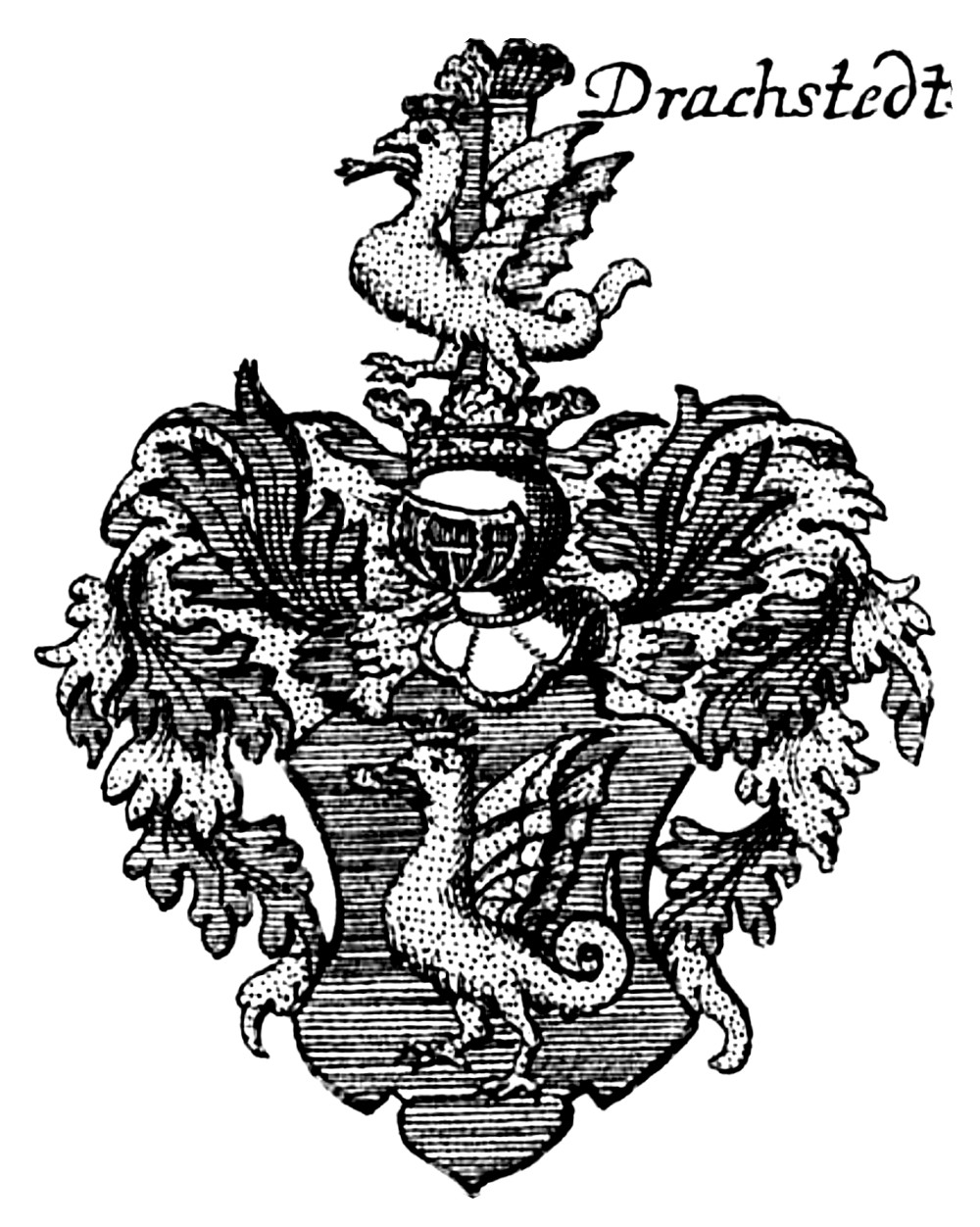
Wappen derer von Drachstedt in Johann Christoph von Dreyhaupts Geschlechts Register zu Halle, 1750
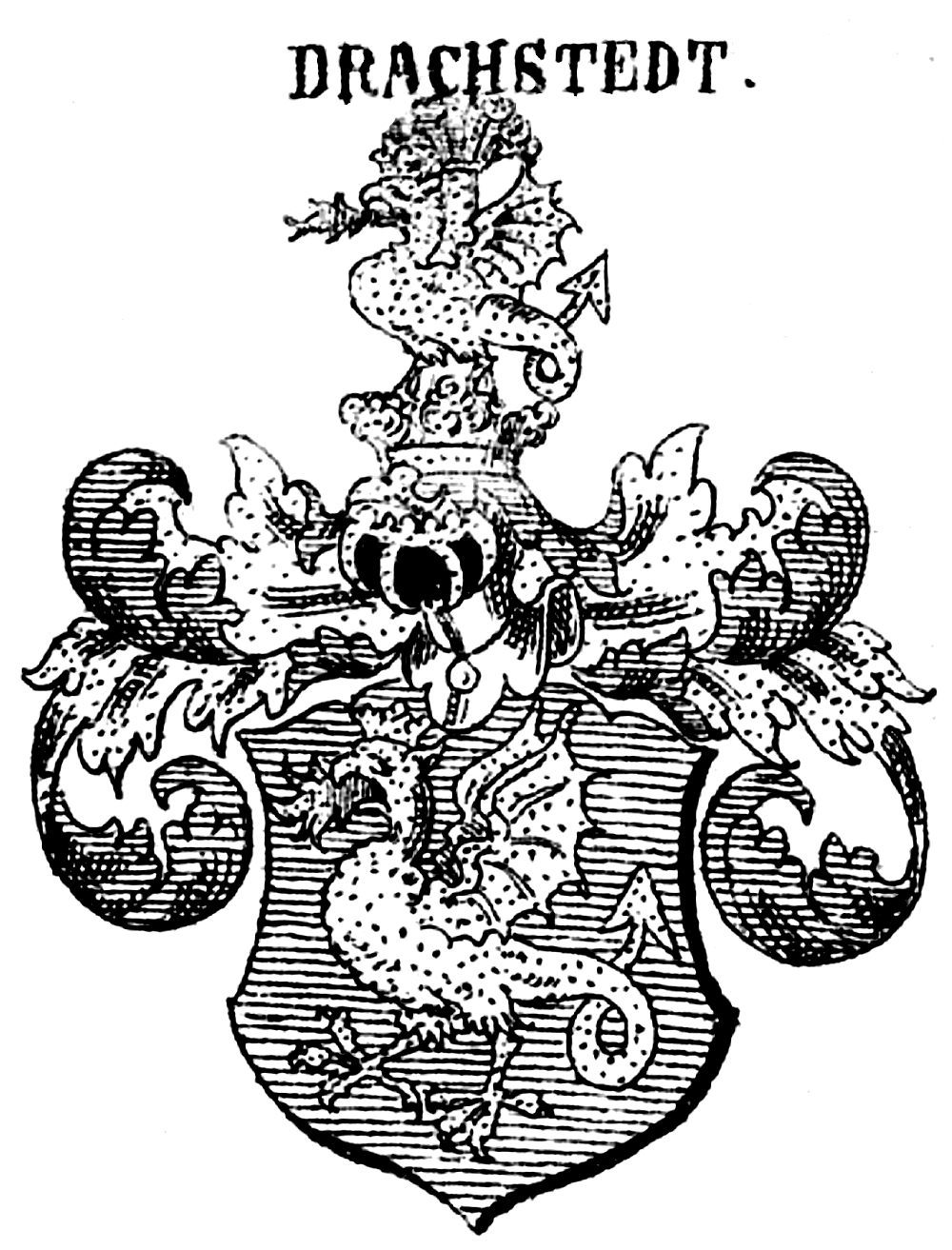
Abbildung in Siebmachers Wappenbüchern, 1884
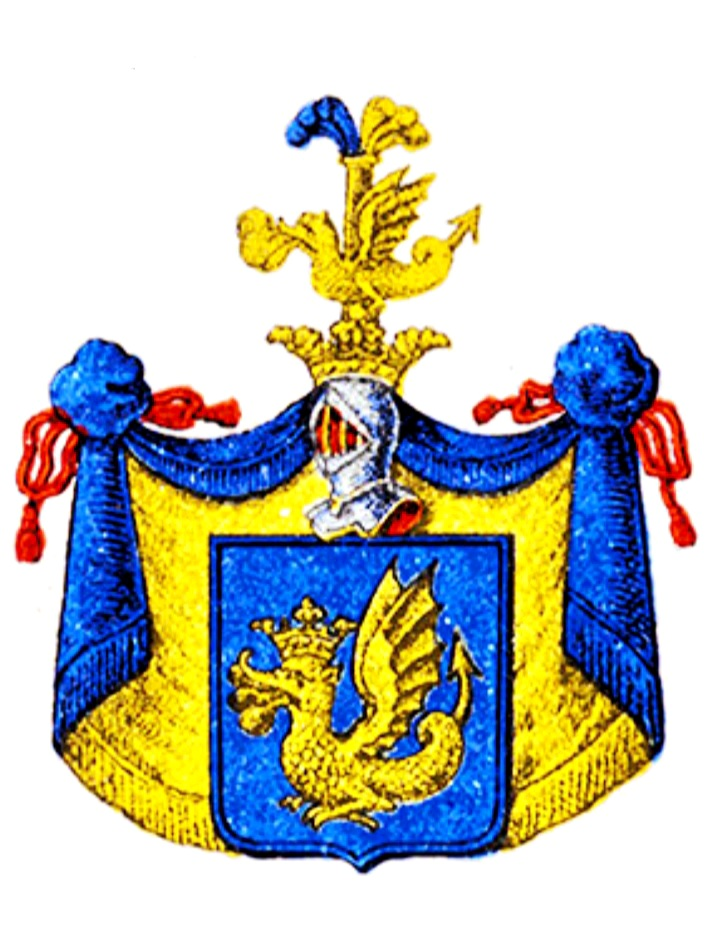
Wappen derer von Drachstedt, 1723 in Schweden mit Matrikelnummer 1776 naturalisiert und introduziert, schwedischer Zweig 1732 ausgestorben